# Baikere, Sakleshpur
Baikere là một làng thuộc tehsil Sakleshpur, huyện Hassan, bang Karnataka, Ấn Độ.